# Godwin, earl av Wessex
Godwin, född ca 1001, död 5 april 1053, var en av de mäktigaste adelsmännen i England under Knut den store och hans efterträdare. Knut gjorde honom till den förste earlen av Wessex. Godwin var far till Harald II, Tostig Godwinson och Edith av Wessex, Edvard Bekännarens drottning.

## Biografi
Godwin var den sjunde generationens ättling till kung Ethelred av Wessex, Alfred den stores äldre bror. Hans ättlingar förbisågs i den kungliga successionsordningen, men blev framstående adelsmän i kungariket. Godwins far var Wulfnoth Cild (ca 983-1015) thegn av Sussex. Wulfnoth ledde en del av den kungliga flottan till sjöröveri, vilket fick konsekvensen att hans landområden förverkades och att han landsförvisades. Det ankom därefter på hans unge son, Godwin, att förbättra familjens förmögenhet efter faderns död 1014.
Godwin stödde Edmund Järnsida, kung Ethelred den rådvilles son. Då Edmund revolterade mot fadern, invaderade Knut den store England. Edmund dödades tillsammans med många av sina anhängare, men Godwin undkom och svor trohet till Knut den store. Han blev en av Knuts rådgivare och följde honom till Danmark för att kväsa ett uppror där. 
12 november 1035 dog Knut den store. Hans kungarike delades upp mellan tre rivaliserande härskare. Harald Harfot, en illegitim son med Aelfgifu av Northampton, tillskansade sig Englands tron medan Hardeknut, en legitim son med Emma av Normandie regerade i Danmark. Norge gjorde uppror genom Magnus I av Norge. 1037 krävde Emmas och Ethelreds son, Hardeknuts halvbror, Alfred av Wessex tronen. Godwin ska antingen själv ha gripit Alfred eller lurat honom att vara en allierad och överlämnat honom till Harald Harfots trupper. I alla händelser gjordes Alfred blind och han dog inom kort. 
17 mars 1040 dog Harald Harfot, varefter Godwin stödde Hardeknut som tronföljare. Då Hardeknut i sin tur dog 8 juni 1042 stödde Godwin hans halvbrors, Edvard Bekännaren, tronanspråk. Edvard var ytterligare en son till Ethelred och Emma som hade tillbringat större delen av de gångna trettio åren i Normandie. Hans regering återställde den kungliga familjen Wessex på den engelska tronen. Trots Godwins ansvar för Edvards bror Alfreds död säkrade han makten genom giftermålet mellan Edvard och sin dotter Eadgyth (Edith av Wessex) 1045. Godwin blev ledare för oppositionen mot det ökande normandiska inflytandet, då Edvard anlitade rådgivare, adelsmän och präster från sin tidigare tillflyktsort. 
Godwin landsförvisades från kungariket i september 1051 för att han vägrat att straffa folket i Dover för en våldsam sammandrabbning med den besökande greve Eustace II av Bologne. Godwin återvände dock följande år och tvingade med militära styrkor Edvard att återställa hans samhällsposition.
Godwin dog 15 april 1053. Hans son Harald efterträdde honom som earl av Wessex, ett område som på den tiden täckte den södra tredjedelen av England. Harald efterträdde senare Edvard Bekännaren och blev kung av England.

## Familj
1022 gifte han sig med Knuts syster, Thyra Sveinsdóttir. Hon dog strax därefter, men Godwin fortsatte att vinna anseende och 1023 var han den mäktigaste earlen i England. 
Godwin gifte sig med en annan dansk adelsdam, Gytha Thorkelsdóttir, barnbarn till den legendariske vikingen Styrbjörn Starke och barnbarnsbarn till Harald Blåtand. Äktenskapet ledde till många barn:
1. Sweyn Godwinson, earl av Mercia (cirka 1025-1052). Han hävdade att han var Knut den stores illegitime son, men detta anses vara falskt.
2. Harald II av England (cirka 1022-14 oktober 1066)
3. Tostig Godwinson, earl av Northumbria (cirka 1026-25 september 1066).
4. Edith av Wessex, (cirka 1030- 19 december 1075), Edvard Bekännarens drottning
5. Gyrth Godwinson (cirka 1030-14 oktober 1066)
6. Gunhilda av Wessex, (cirka 1035-1080), nunna
7. Ælfgifu av Wessex (ca.1035)
8. Leofwine Godwinson, earl av Kent (cirka 1035-14 oktober 1066)
9. Wulfnoth Godwinson (ca.1040)